# Petr Dvořák (1964)
Petr Dvořák (* 7. září 1964 České Budějovice) je český manažer, v letech 2003–2010 generální ředitel TV Nova a v letech 2011–2023 generální ředitel České televize.

## Životopis
Pochází z Českých Budějovic. Vystudoval technickou kybernetiku na Elektrotechnické fakultě ČVUT v Praze a v roce 1999 získal titul MBA na univerzitě v Chicagu. Začátkem 90. let 20. století byl jedním ze zakladatelů PR agentury B.I.G., v níž působil na pozici předsedy představenstva. Od roku 1993 spolupracoval se společností PPF, za níž byl předsedou dozorčí rady eBanky a v představenstvu Slavie Praha. V roce 2002 vstoupila PPF do televize Nova a Dvořák se stal jednatelem televize. V květnu 2003 se stal generálním ředitelem televize a v této funkci zůstal i poté, co Novu koupila americká společnost CME. Z vedení Novy odešel v červenci 2010 na pozici viceprezidenta pro vysílání skupiny CME, kde zůstal do konce roku 2010. Dvořák také působil na pozici místopředsedy představenstva společnosti Gopas provozující stejnojmennou počítačovou školu.
V letech 2011–2023 působil jako generální ředitel České televize a od roku 2014 byl členem představenstva Evropské vysílací unie (EBU). Dne 1. ledna 2021 začal Dvořákovi dvouletý mandát v pozici viceprezidenta EBU, do jejíž role byl zvolen absolutní většinou valného shromáždění.

### Ve vedení České televize
Dne 21. září 2011 byl zvolen Radou České televize do čela veřejnoprávní televize s nástupem od 1. října stejného roku. První funkční období generálního ředitele mu skončilo 30. září 2017.
V březnu 2017 se přihlásil do výběrového řízení na funkci generálního ředitele ČT i pro další období. Dne 12. dubna 2017 získal v prvním kole volby nejvíce hlasů (a to všech 15 možných hlasů), postoupil tak do druhého a konečného kola volby. V něm dne 26. dubna 2017 nejdříve postoupil do finálové volby s bývalým ředitelem Primy Martinem Konrádem (získali 14 a 6 hlasů) a následně jej porazil poměrem hlasů 15:0. Druhé funkční období mu tak začalo 1. října 2017 a skončilo 30. září 2023. Přihlášku podal do výběrového řízení i pro třetí funkční období. Ve volbě konané v červnu 2023 ale zvolen nebyl, když se sice dostal do druhého kola, ale následně jej porazil Jan Souček poměrem 11 ku 4 hlasům.
Za doby Dvořákova mandátu dosáhla ČT nejvyšší proporční sledovanosti – za rok 2020 měly dohromady všechny kanály ČT celodenní podíl na publiku 15+ 30,86 % . Za ČT se umístily TV Nova (dohromady 27,09 % ) a TV Prima (dohromady 24,77 % ).
V roce 2024 byl oceněn medailí Za zásluhy I. stupně, za zásluhy o stát v oblasti kultury.

## Politická angažovanost
Během studií na ČVUT se Dvořákovi naskytla možnost šestiměsíční vysokoškolské stáže na univerzitě v Porto Alegre v Brazílii. Aby ji mohl využít, požádal v říjnu 1987 o kandidaturu členství v Komunistické straně Československa. Tato kandidatura byla kladně vyřízena k 20. září 1989. O dva měsíce později, v době probíhající sametové revoluce, podal žádost o ukončení kandidatury. Průkaz člena KSČ údajně nikdy oficiálně nepřevzal.

## Rodina
Je rozvedený, z prvního manželství má dvě dcery a další dvě dcery se současnou partnerkou.